# Вулиця Яричівська
Вулиця Яричівська — вулиця у Личаківському районі міста Львів, місцевість Великі Кривчиці. Сполучає вулиці Глинянський Тракт та Козацьку.

## Історія та забудова
Вулиця виникла у першій третині XX століття, у 1933 році отримала назву Яричовска, під час німецької окупації, з 1943 по липень 1944 року — Яричоверґассе (нім. Jarytschowergasse). Після другої світової війни назву уточнили на український варіант — Яричівська.
Забудована одноповерховими конструктивістськими будинками 1930-х років, одно- та двоповерховими садибами 1980-х—2000-х років. До вулиці приписані лише будівлі з непарного боку вулиці.